# エセル・トムソン・ラーコム
エセル・トムソン・ラーコム（Ethel Thomson Larcombe, 1879年6月8日 - 1965年8月11日）は、イングランド・ミドルセックス州イズリントン出身の女子テニス選手。1900年代から1910年代にかけてウィンブルドン選手権で活躍し、女子シングルスで1912年、女子ダブルスで1914年に優勝した。旧姓 Ethel Warneford Thomson （エセル・ウォーンフォード・トムソン）という名前であったが、1906年にダドリー・ラーコム（Dudley Larcombe）と結婚した。エセル・トムソン・ラーコムは優れたバドミントン選手としても知られ、テニスのウィンブルドン選手権と並行して、イギリス国内のバドミントン大会でも多数のタイトルを獲得した。

## 来歴
エセル・トムソンは1902年からウィンブルドン選手権に出場し始めたが、1900年代前半の彼女はテニスよりもバドミントン大会での活躍が多く、「オール・イングランド・バドミントン選手権」（All England Badminton Championships）で女子シングルス5勝・女子ダブルス4勝・混合ダブルス2勝を記録している。1903年のウィンブルドン選手権で、トムソンは初めて「チャレンジ・ラウンド」（挑戦者決定戦）決勝に勝ち進んだが、ドロテア・ダグラスに 6-4, 4-6, 2-6 の逆転で敗れた。当時はチャレンジ・ラウンドの優勝者と大会前年度優勝者による「オールカマーズ・ファイナル」で優勝を決定していたが、1902年の優勝者だったミュリエル・ロブが大会に出場できなかったため、オールカマーズ・ファイナルは行われず、チャレンジ・ラウンド優勝者のダグラスと準優勝者のトムソンが優勝記録表に記載される。初めてチャレンジ・ラウンド決勝に進出した年、トムソンは混合ダブルスで初優勝した。
- 注：最初期のウィンブルドン選手権では、女子ダブルスと混合ダブルスの2部門は正式競技ではなかった。「選手権公認外競技」（Non-Championship Event）として扱われていた時代に行われたものは、現在はウィンブルドン選手権の公式優勝記録に数えられない。1913年以後の記録が、選手権の公式大会（Full Championship Event）として扱われる。

この非公式競技の時代に、トムソンは1903年・1904年に混合ダブルス2連覇、1904年・1905年に女子ダブルス2連覇がある。1906年にダドリー・ラーコムと結婚した後、エセル・トムソンはしばらく競技生活から遠ざかった。
結婚から6年後、1912年にエセル・トムソン・ラーコムはウィンブルドン選手権に復帰し、その後はテニスに専念した。この年、ラーコムは「チャレンジ・ラウンド」決勝でシャーロット・クーパー・ステリーを 6-3, 6-1 で破って初優勝を飾った。1911年度の優勝者ドロテア・ダグラス・チェンバースが第2子妊娠のため大会に出場できず、「オールカマーズ・ファイナル」が行われなかったため、チャレンジ・ラウンド優勝者のラーコムが1912年度の女子シングルス優勝者になった。この年は、まだ「選手権公認外競技」だった混合ダブルス部門でもジェームズ・パーク（1881年 - 1946年）と組んで優勝している。
1913年から、女子ダブルスと混合ダブルスの2部門がウィンブルドン選手権の正式競技に加えられ、優勝記録表にも公式記録として記載されるようになった。ところが、1913年の混合ダブルス決勝の試合中に、相手組選手の打球がラーコムの目に当たり、彼女は途中棄権を余儀なくされる。そのため、大会前年優勝者として自動的に出場できる「オールカマーズ・ファイナル」も断念し、この年の女子シングルスはドロテア・ダグラス・チェンバースが優勝した。
1914年のウィンブルドン選手権で、ラーコムは女子シングルスの「チャレンジ・ラウンド」決勝でエリザベス・ライアンを破り、2度目の決勝進出を果たした。ところが、「オールカマーズ・ファイナル」ではチェンバースに 5-7, 4-6 のストレートで敗れ、2年ぶり2度目の優勝を逃す。混合ダブルスでは3年連続でジェームズ・パークとペアを組み、公式競技になってからの初優勝を果たした。この年に第1次世界大戦が勃発し、ウィンブルドン選手権も1915年から1918年まで開催が中止された。
終戦後の1919年に再開されたウィンブルドン選手権で、ラーコムはドロテア・ダグラス・チェンバースと女子ダブルスのペアを組んだが、2年連続でスザンヌ・ランラン＆エリザベス・ライアン組に敗れて準優勝に終わった。最後のウィンブルドン出場から2年後、1922年にラーコムは43歳でテニスの「ティーチング・プロ」になった。夫のダドリー・ラーコムは、1925年から1939年までの14年間、ウィンブルドン選手権を運営する「オール・イングランド・クラブ」の秘書を務めた。20世紀初頭のウィンブルドン選手権に歴史を刻んだエセル・トムソン・ラーコムは、1965年8月11日にイギリス・デボン州にて86歳で長逝した。

## ウィンブルドン選手権の成績
- 女子シングルス：1勝（1912年）　［準優勝1度：1914年］
- 女子ダブルス：準優勝3度（1914年・1919年・1920年）　［非公式大会時代の優勝：1904年・1905年］
- 混合ダブルス：1勝（1914年）　［非公式大会時代の優勝：1903年・1904年・1912年］

## バドミントンの成績
（オール・イングランド・バドミントン大会）
- 女子シングルス優勝：1900年・1901年・1903年・1904年・1906年
- 女子ダブルス優勝：1902年・1904年・1905年・1906年
- 混合ダブルス優勝：1903年・1906年